# 铁穆尔·库里耶夫
铁穆尔·伊玛目库里奥卢·库里耶夫（俄语：Тейму́р Има́м Ку́ли оглы́ Кули́ев，1888年11月13日（格里历：11月25日）—1965年11月18日），阿塞拜疆人，苏联党和国家领导人。曾任阿塞拜疆苏维埃社会主义共和国人民委员会、部长会议主席，阿塞拜疆苏维埃社会主义共和国最高人民法院院长等职务。

## 生平
- 1888年11月13日（格里历：11月25日）出生于沙俄伊丽莎白波尔省杰布拉伊尔的一个农民家庭。
- 1909年-1914年，哥里师范学院学习。
- 1914年-1918年，杰布拉伊尔农村学校教师。
- 1918年-1919年，铁路建筑工人。
- 1919年-1920年，杰布拉伊尔邮局电报员。1920年加入俄共（布）。
- 1920年-1921年，杰布拉伊尔革命委员会主席，当地孤儿院院长。
- 1921年-1923年，阿塞拜疆契卡专员助理兼政治局局长，在阿塞拜疆与反苏势力作战。
- 1923年-1929年，阿塞拜疆契卡、国家政治保卫局（格别乌）保密处处长。
- 1929年-1930年，阿塞拜疆连科兰市格别乌局长。
- 1930年-1931年，阿塞拜疆占贾地区格别乌局长。
- 1931年-1934年，阿塞拜疆苏维埃社会主义共和国格别乌、内务人民委员部中央经济部副部长。
- 1934年10月-1936年10月，阿塞拜疆苏维埃社会主义共和国最高人民法院特别委员会主席。
- 1936年10月-1937年11月，阿塞拜疆苏维埃社会主义共和国最高人民法院院长。
- 1937年11月-1953年4月，阿塞拜疆苏维埃社会主义共和国人民委员会、部长会议主席。
- 1953年4月-8月，阿塞拜疆苏维埃社会主义共和国部长会议副主席。
- 1953年8月-1954年3月，阿塞拜疆苏维埃社会主义共和国部长会议主席。
- 1954年3月-1956年，基洛瓦巴德市下属国营农场葡萄种植园领导人。
- 1956年8月28日因“严重违纪违法并参加巴吉罗夫反党集团”被开除党籍。1957年3月28日由苏共中央委员会追认。
- 1965年11月18日于巴库逝世，享年76岁。

库里耶夫是联共（布）第18次代表会议、苏共19大代表；第18届中央审计委员，第19届中央委员；第1-3届苏联最高苏维埃联盟院代表。

## 荣誉
- 国家政治保卫局荣誉工作者奖章
- 三次列宁勋章
- 一级卫国战争勋章
- 劳动红旗勋章